# San Francisco (police de caractères)
San Francisco est une police de caractères sans-empattement géométrique créée par Apple et disponible sur Apple Watch en 2014. La police a deux tailles optiques et une variante arrondie : San Francisco Text, San Francisco Display, San Francisco Rounded. En 2015, elle est aussi utilisée sur les touches de clavier du nouveau MacBook ; la même année, la police est réorganisée en deux familles : SF avec deux tailles optiques, SF Text et SF Display pour iOS et macOS, et SF Compact avec SF Compact Text et SF Compact Display pour watchOS.
Elle est devenue la police par défaut d’iOS depuis la version 9 et de macOS depuis El Capitan.